# HEMT

Mặt cắt của một pHEMT loại GaAs/AlGaAs/InGaAs

Band của GaAs/AlGaAs cân bằng

Transistor linh động điện tử cao hay HEMT (High-electron-mobility transistor), hay FET dị thể (HFET), hay transistor pha điều chế MODFET (modulation-doped FET), là một loại transistor hiệu ứng trường trong đó kết hợp tiếp giáp giữa hai loại vật liệu thuộc khe băng (band gap) khác nhau (tức là tiếp giáp dị thể).
Nó khác với MOSFET về vùng pha tạp. Vật liệu thường dùng là kết hợp GaAs với AlGaAs ở mức độ khác nhau, tùy theo ứng dụng của linh kiện. Linh kiện kết hợp với indi thì cho ra đặc trưng tần số tốt hơn. Những năm gần đây HEMT với kết hợp nitrit galli thì làm việc ở công suất lớn.
HEMT làm việc ở tần cao, băng sóng milimet, được dùng trong các sản phẩm cao tần: điện thoại di động, máy thu truyền hình vệ tinh, bộ chuyển đổi điện áp, linh kiện radar.

## Phát minh
Phát minh HEMT thường được gắn với Takashi Mimura (三 村 高志) (Fujitsu, Nhật Bản). Ở Mỹ, Ray Dingle và các đồng nghiệp tại Bell Laboratories đóng vai trò quan trọng trong việc phát minh ra HEMT. Tại châu Âu, Daniel Delagebeaudeuf và Trọng Linh Nguyen từ Thomson-CSF (Pháp) đã đệ đơn xin cấp bằng sáng chế linh kiện này vào ngày 28 tháng 3 năm 1979.